# Dodd City
Dodd City város az USA Texas államában, Fannin megyében. Lakosainak száma 369 fő (2010. április 1.).

## Népesség
A település népességének változása:

| 2010 | 369 |